# Canala magna
Canala magna är en spindelart som först beskrevs av Lucien Berland 1924.  Canala magna ingår i släktet Canala och familjen Desidae.
Artens utbredningsområde är Nya Kaledonien. Inga underarter finns listade.